# Olympische Winterspiele 2014/Freestyle-Skiing – Aerials (Männer)
Der Aerials-Wettkampf der Männer bei den Olympischen Winterspielen 2014 fand am 17. Februar 2014 im Rosa Chutor Extreme Park statt. Es fanden zwei Qualifikationsrunden und drei Finalrunden statt. Am Start waren 21 Sportler. Im Finale konnte sich der Belarusse Anton Kuschnir den Olympiasieg vor den Australier David Morris und Jia Zongyang aus der Volksrepublik China holen.

## Ergebnisse

### 1. Qualifikationsrunde
| Rang | Athlet                  | Land               | Punkte | Anmerkung |
| ---- | ----------------------- | ------------------ | ------ | --------- |
| 001  | Jia Zongyang            | China              | 118,59 | Q         |
| 002  | David Morris            | Australien         | 118,59 | Q         |
| 003  | Renato Ulrich           | Schweiz            | 115,84 | Q         |
| 004  | Qi Guangpu              | China              | 113,57 | Q         |
| 005  | Wu Chao                 | China              | 110,62 | Q         |
| 006  | Oleksandr Abramenko     | Ukraine            | 109,50 | Q         |
| 007  | Anton Kuschnir          | Belarus            | 107,52 |           |
| 008  | Dsmitryj Daschtschynski | Belarus            | 106,64 |           |
| 009  | Pawel Krotow            | Russland           | 106,33 |           |
| 010  | Ilja Burow              | Russland           | 105,88 |           |
| 011  | Mac Bohonnon            | Vereinigte Staaten | 104,79 |           |
| 012  | Mykola Pusderko         | Ukraine            | 98,41  |           |
| 013  | Thomas Lambert          | Schweiz            | 96,83  |           |
| 014  | Mischa Gasser           | Schweiz            | 96,52  |           |
| 015  | Zimafej Sliwez          | Russland           | 87,33  |           |
| 016  | Sergei Berestowski      | Kasachstan         | 82,84  |           |
| 017  | Dsjanis Ossipou         | Belarus            | 81,86  |           |
| 018  | Liu Zhongqing           | China              | 80,09  |           |
| 019  | Travis Gerrits          | Kanada             | 76,92  |           |
| 020  | Aljaksej Hryschyn       | Belarus            | 76,82  |           |
| 021  | Baglan Inkarbek         | Kasachstan         | 60,16  |           |

### 2. Qualifikationsrunde
| Rang | Athlet                  | Land               | Punkte | Anmerkung |
| ---- | ----------------------- | ------------------ | ------ | --------- |
| 001  | Dsmitryj Daschtschynski | Belarus            | 117,19 | Q         |
| 002  | Anton Kuschnir          | Belarus            | 115,38 | Q         |
| 003  | Pawel Krotow            | Russland           | 115,05 | Q         |
| 004  | Travis Gerrits          | Kanada             | 112,39 | Q         |
| 005  | Dsjanis Ossipou         | Belarus            | 111,05 | Q         |
| 006  | Mac Bohonnon            | Vereinigte Staaten | 110,18 | Q         |
| 007  | Zimafej Sliwez          | Russland           | 108,41 |           |
| 008  | Thomas Lambert          | Schweiz            | 89,38  |           |
| 009  | Aljaksej Hryschyn       | Belarus            | 88,94  |           |
| 010  | Ilja Burow              | Russland           | 86,73  |           |
| 011  | Sergei Berestowski      | Kasachstan         | 85,30  |           |
| 012  | Mischa Gasser           | Schweiz            | 83,91  |           |
| 013  | Baglan Inkarbek         | Kasachstan         | 79,31  |           |
| 014  | Mykola Pusderko         | Ukraine            | 77,88  |           |
| 015  | Liu Zhongqing           | China              | 77,83  |           |

### Finale
| Rang | Athlet                  | Land               | 1. Durchgang | Rang | 2. Durchgang | Rang | 3. Durchgang |
| ---- | ----------------------- | ------------------ | ------------ | ---- | ------------ | ---- | ------------ |
| 001  | Anton Kuschnir          | Belarus            | 119,03       | 2    | 115,84       | 3    | 134,50       |
| 002  | David Morris            | Australien         | 101,87       | 8    | 115,05       | 4    | 110,41       |
| 003  | Jia Zongyang            | China              | 110,41       | 4    | 117,70       | 1    | 95,06        |
| 004  | Qi Guangpu              | China              | 121,24       | 1    | 116,74       | 2    | 90,00        |
| 005  | Mac Bohonnon            | Vereinigte Staaten | 105,21       | 7    | 113,72       | 5    | –            |
| 006  | Oleksandr Abramenko     | Ukraine            | 119,03       | 3    | 113,12       | 6    | –            |
| 007  | Travis Gerrits          | Kanada             | 107,29       | 6    | 111,95       | 7    | –            |
| 008  | Dsmitryj Daschtschynski | Belarus            | 108,41       | 5    | 100,45       | 8    | –            |
| 009  | Dsjanis Ossipou         | Belarus            | 99,36        | 9    | –            | –    | –            |
| 010  | Pawel Krotow            | Russland           | 96,46        | 10   | –            | –    | –            |
| 011  | Wu Chao                 | China              | 82,30        | 11   | –            | –    | –            |
| 012  | Renato Ulrich           | Schweiz            | 80,53        | 12   | –            | –    | –            |